# Pernille Harder (voetballer)
Pernille Mosegaard Harder (Ikast, 15 november 1992) is een Deens voetbalster die als aanvaller speelt.
Ze begon bij Team Viborg en speelde tussen 2010 en 2012 voor IK Skovbakken. Met Linköpings FC won ze in 2016 de landstitel en in 2014 en 2015 de Zweedse voetbalbeker. In januari 2017 tekende ze een contract voor 2,5 jaar bij het Duitse VfL Wolfsburg waarmee ze in 2017 direct de Bundesliga en de DFB-Pokal won. In september 2020 tekende ze een contract bij Chelsea.
Harder debuteerde in 2009 in het Deens vrouwenelftal, waarmee ze op het Europees kampioenschap 2013 de halve finale haalde en op dat van 2017 de finale verloor van Nederland. Ze scoorde in die met 4–2 verloren eindstrijd voor haar vaderland.
Harder heeft een relatie met de Zweedse voetbalster Magdalena Eriksson.